# Виктория (аэропорт)

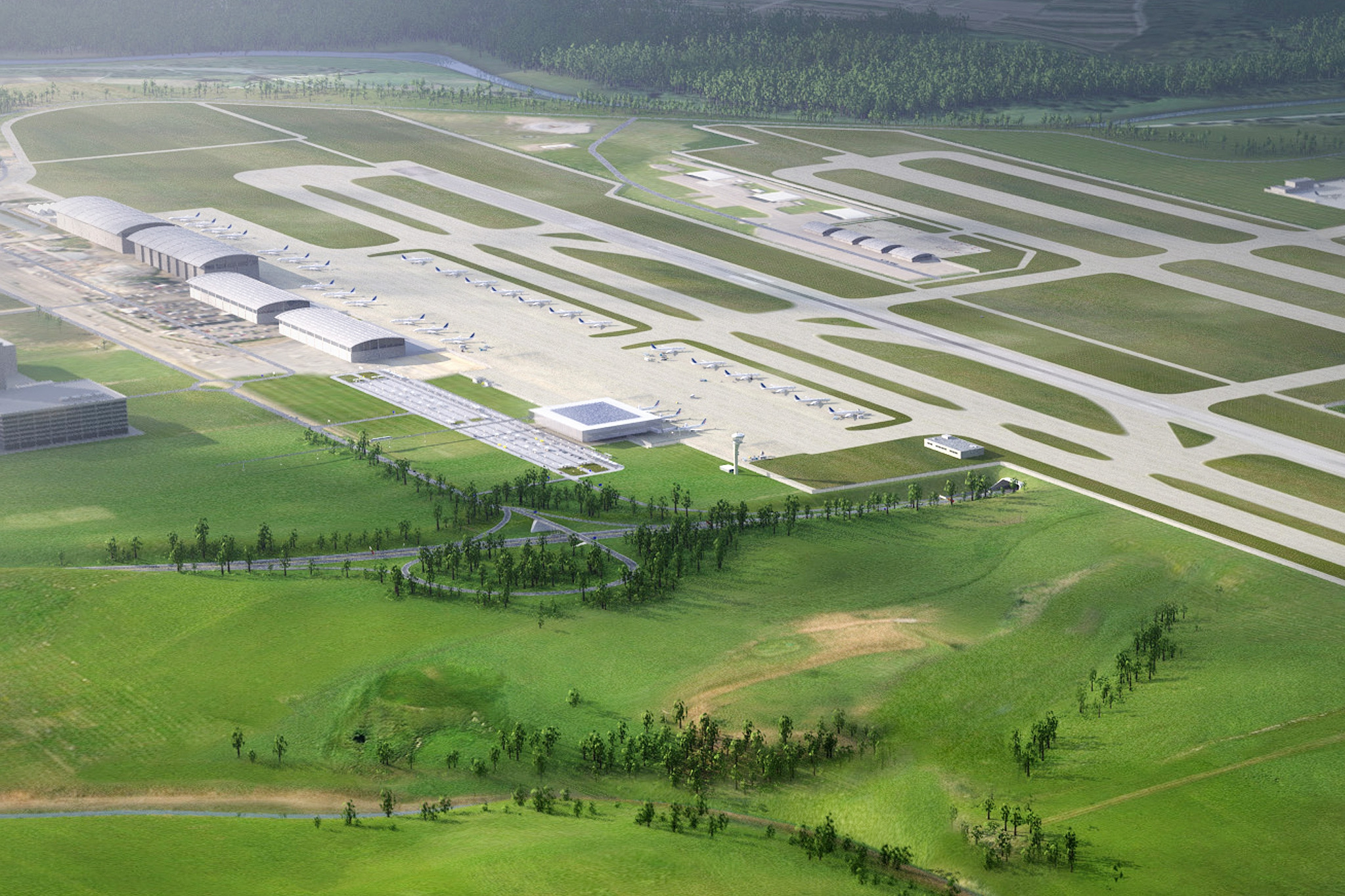
Общий предполагаемый вид аэропорта «Виктория»

Международный аэропорт «Виктория» (Международный аэропорт «Россия-Украина», аэропорт «Харьков-Белгород»; англ. Victoria International Airport) — нереализованный проект совместного строительства между Российской Федерацией и Украиной на границе Харьковской и Белгородской областей в рамках еврорегиона «Слобожанщина». Строительство намечалось на самой территории государственной границы Украины с Российской Федерацией, прилегающей к международному автомобильному пункту пропуска (МАПП) «Гоптовка-Нехотеевка». Аэропорт должен был представлять собой хаб — крупный транзитный узел для обслуживания трансфертных пассажиров и грузов и быть направленным на перераспределение мировых потоков и открытие новых авиалиний. Разработка проекта инициирована в 2004 году торговым домом «Славинторг» (Белгород) и страховой компанией «Лемма» (Харьков). Проект был поддержан резолюцией Президента Российской Федерации В. В. Путина от 14 сентября 2004 года. Предполагаемые инвестиции — 1,2 млрд. долларов; в том числе на строительство аэропорта — 610 млн евро.
После политических событий 2014 года на Украине проект был заморожен.

## Обоснование и разработка проекта
Необходимость создания аэропорта высокого класса была вызвана тем, что старые аэропорты Харькова и Белгорода попали в черту городской застройки, что резко ограничивало их дальнейшее развитие, а пропускная способность аэропортов Москвы перестала соответствовать международным стандартам.
Новый Международный аэропорт равноудаленный от Харькова и Белгорода обещал стать воздушными воротами между Европой и Азией, а также по-новому распределить пассажиро- и грузопотоки авиаперевозок между Западной Европой, Украиной, юго-западом России и Азии.
Инфраструктура аэропорта «Виктория» привязывалась к железнодорожной магистрали Киев — Харьков — Белгород — Москва, автостраде Харьков — Белгород — Москва и автостраде Юг — Север.
По проекту развития являлся одним из узлов трансконтинентальных транспортных связей в направлении Запад-Восток. Был призван обеспечить быстрое и бесперебойное пограничное и таможенное оформление пассажиров и грузов, а также выполнение норм безопасности согласно международным требованиям гражданской авиации. Проект строительства не имел аналогов на межгосударственном уровне. Аэропорт предусматривался технически уникальным, способным принимать все типы самолётов и привлекательным как для областей Центрально-Чернозёмного региона России, так и для близлежащих областей Украины, на территории которых проживает в целом более 25 млн человек.
Бизнес-проект разрабатывался российским авиационным менеджментом из Санкт-Петербургской академии гражданской авиации.

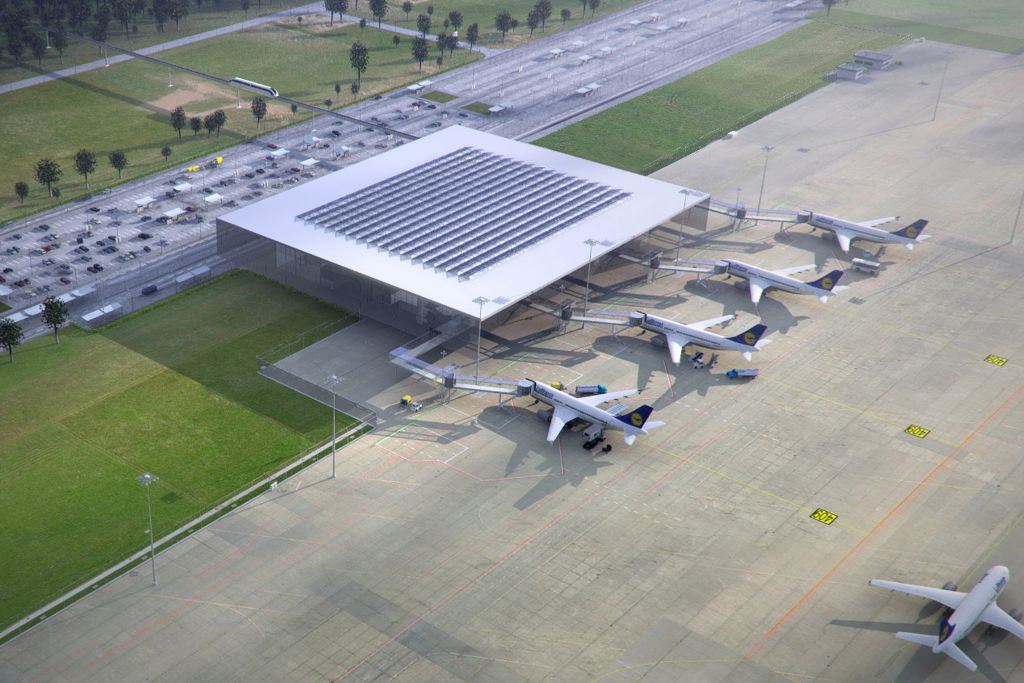
Пассажирский терминал

Немецкими компаниями Airport Consulting Partners GmbH (ведущий разработчик, более 60 реализованных проектов в мире), Werner Sobek (архитектурная часть) и Uniconsult (финансовая часть) был подготовлен мастер-план и ТЭО проекта строительства и эксплуатации аэропорта «Виктория».
Изначально было запланировано построить ВПП на территориях России и Украины (50х50), но помехой стало то, что на Украине землю можно только арендовать, поэтому могли возникнуть сложности в определении собственности российско-украинского объекта. С помощью итальянских архитекторов был выбран участок на территории Российской Федерации.
Для строительства аэропорта правительство Белгородской области выделило участок земли в 1800 гектаров на границе с Украиной рядом с железнодорожной и автомобильными магистралями, соединяющими центр России с её югом и Украиной.
Для целей строительства аэропорта Открытое акционерное общество Совместное предприятие «Славиа» (далее – ОАО СП "Славиа") в Белгородской области приобрела в собственность земельный участок площадью 1316,3 га, что составляло 80 % от выделенного участка земли. Предполагалось, что он будет увеличен за счет приграничной территории Харьковской области.
Строительство аэропорта и организация всей инфраструктуры намечалась в 1,2 млрд долларов. Аэропорт должен был находится в 35 км от Харькова и в 37 км от Белгорода.
Также в районе МАПП «Гоптовка-Нехотеевка» намечалось размещение крупного приграничного выставочного комплекса, включающего выставочную площадку для крупногабаритной продукции, гостиничный комплекс, складское хозяйство, предприятия торговли, таможенные терминалы и т. д. Торгово-выставочный комплекс с офисно-гостиничной и туристической инфраструктурой должен был привлечь деловых людей со всего мира. Планировался как безвизовая зона для переговоров партнеров из любых стран.

## Хронология
- 7 ноября 2003 года в рамках трансграничного сотрудничества в Харькове администрациями Харьковской и Белгородской областей было подписано соглашение о создании украинско-российского еврорегиона «Слобожанщина». Во время пресс-конференции губернатор Белгородской области Евгений Савченко отметил, что одним из возможных совместных проектов может стать совместное строительство международного аэропорта, который позволит Слобожанщине стать одним из крупнейших узлов Европы. Председатель Харьковской облгосадминистрации Евгений Кушнарёв добавил, что одним из первых конкретных проектов в рамках еврорегиона станет создание торгово-выставочного центра на пограничном пункте перехода «Гоптовка-Нехотеевка».
- 27 августа 2004 года в г. Белгороде было создано Открытое акционерное общество Совместное предприятие «Славиа» (Славянская авиация) для реализации строительства международного аэропорта «Виктория».
- Бизнес-проект международного аэропорта «Виктория» был инициирован в 2004 году Страховой компанией «Лемма» (Харьков, Украина, президент Сергей Иванович Чернышов) и Торговым домом «Славинторг» (Белгород, Российская Федерация, президент Виталий Владимирович Шишков) в рамках заключенного между руководством Харьковской и Белгородской областей Соглашения о создании еврорегиона «Слобожанщина». Аэропорт «Виктория» является ключевым элементом развития еврорегиона. Именно они изначально обратились с замыслом проекта международного аэропорта к губернатору Белгородской области Евгению Савченко, который увидел в предложении перспективу развития территорий, поддержал проект и лично доложил об этом президенту Российской Федерации.
- 14 сентября 2004 года проект строительства аэропорта был поддержан резолюцией Президента Российской Федерации В. В. Путина.
- 12 октября 2004 года во время посещения украинско-российского автомобильного пункта пропуска «Гоптовка-Нехотеевка» премьер-министр Украины Виктор Янукович поддержал идею строительства международного аэропорта на границе Украины и Российской Федерации.
- 3 ноября 2004 года губернатор Белгородской области сообщил о возникших трудностях по продвижению проекта строительства международного аэропорта из-за большой конкуренции в авиационной сфере. Эту задачу облегчал существующий еврорегион «Слобожанщина», благодаря которому был создан режим для взаимодействия между ведомствами двух государств и их деловыми кругами.
- В декабре 2004 года на презентации совместного проекта в городе Фарнборо (Великобритания) аэропорт был назван «будущими воротами между Европой и Азией».
- В 2005 году украинская сторона по поручению премьер-министра Украины Юлии Тимошенко министр транспорта и связи Иосиф Винский дал поручение своему заместителю — председателю Государственной авиационной администрации Александру Давыдову рассмотреть вопрос о координации действий по реализации совместного проекта на территории Украины.
- В 2007 году на пути реализации масштабного проекта появилась курьёзная проблема. На выкупленной территории, с разрешения районных властей, было начато строительство Яснозоренской птицефабрики.
- 17 марта 2007 года в Киеве по поручению министра экономики Украины Анатолия Кинаха была создана межведомственная рабочая группа для реализации этого глобального проекта.
- В мае 2007 года в соответствии с поручением Кабинета Министров Украины от 24 апреля 2007 года состоялась рабочая встреча российских и украинских специалистов в области воздушного пространства и международных авиаперевозок, на которой проект создания аэропорта получил одобрение экспертов.
- В октябре 2007 года проект строительства международного аэропорта получил поддержку министров иностранных дел России и Украины.
- В соответствии с письмом Министерства регионального развития Российской Федерации от 20 марта 2008 года проект строительства аэропорта «Виктория» (как ключевого элемента мультимодальной приграничной транспортно-логистической зоны) включен в заявку Правительства Белгородской области в качестве зоны (территории) опережающего развития.
- В ноябре 2008 года на выставке в «Белэкспоцентре» среди инновационных разработок белгородских компаний был представлен проект аэропорта, который выполнялся специалистами ОАО СП «Славиа», ООО Международный аэропорт «Виктория» и Airport Consulting Partners (Германия)[10].
- 1 июля 2009 года состоялась презентация Мастер-плана Правительству Белгородской области.
- В августе 2009 года основные положения проекта были доложены советнику Президента РФ, специальному представителю Президента РФ по вопросам экономического сотрудничества с государствами-участниками СНГ В. С. Черномырдину и Министру транспорта РФ И. Е. Левитину.
- 30 апреля 2010 года состоялась успешная презентация проекта на IV Венском Экономическом Форуме[укр.] стран СНГ и Восточной Европы «Инновации и инвестиции: роль финансовых институтов в развитии экономик стран Содружества» (г. Вена, Австрия). Были проведены переговоры с Филиппом Шимчаком, Главой Департамента транспорта, телекоммуникаций и корпоративного направления Европейского инвестиционного банка (ЕИБ). Филипп Шимчак проявил заинтересованность в проекте. В случае если проект будет соответствовать правилам ЕИБ, возможно получение инвестиций, и проект станет референтным объектом ЕИБ в Восточной Европе.
- 31 мая 2010 года Президент Украины В. Ф. Янукович поручил Кабинету Министров Украины рассмотреть проект «российско-украинского международного аэропорта», представить свои рекомендации и, в случае положительного заключения, предпринять меры по его реализации.
- В 2011 году велось обсуждение проекта на Экспертном совете Комиссии по естественным монополиям Совета Федераций РФ. В этом же году компанией Airport Consulting Partners GmbH велась доработка мастер-плана и ТЭО с учётом инфраструктуры на территории Украины.
- К 2012 году составлено ТЭО строительства и эксплуатации «Аэропорта Виктория»[11].
- В 2014 году компания Airport Consulting Partners GmbH приостановила работу мастер-плана и ТЭО с учётом событий на территории Украины.

## Характеристики

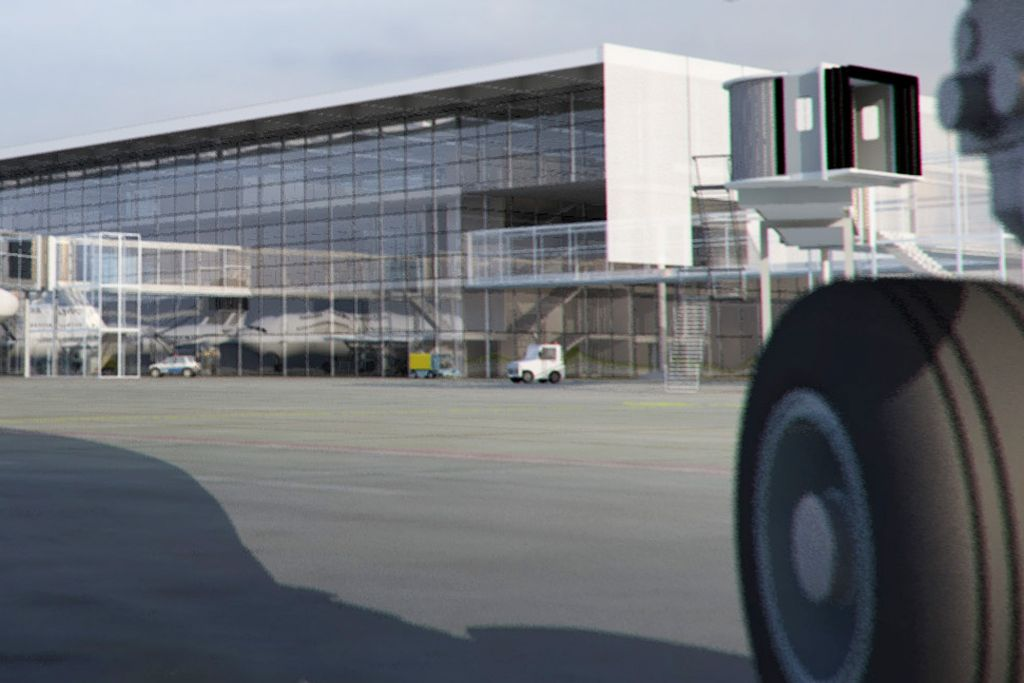
Здание пассажирского терминала со стороны перрона

Аэропорт должен иметь покрытие соответствующее первой категории нормативной нагрузки, а также будет относиться к классу «А» 4Е по классификации ИКАО. Окончательная структура аэропорта предусматривала наличие двух автономных параллельных взлётно-посадочных полос размером 4000×60 м, отстоящих друг от друга на расстояние до 2000 м. Такие характеристики ВПП могли позволить в различных погодных условиях типа ливней, сильного ветра или тумана уверенно принимать самолёты всех типов при штатных и аварийных посадках (взлётах). Для обеспечения полётов должно быть создано хранилища для авиационного керосина емкостью 50-100 тыс. тонн.
Мультимодальная приграничная транспортно-логистическая зона решала задачу комплексного взаимодействия всех видов транспорта, складской, терминальной инфраструктуры, таможни, системы страхования грузов и их информационного сопровождения.

### Железнодорожный терминал
Проект предусматривает наличие терминала для обработки контейнеров, который обеспечит прохождение транзитных грузов в необходимые сроки в соответствии с мировыми требованиями по качеству доставки и сохранности отправлений.

## План развития
По подсчетам генподрядчика срок ввода объектов аэропорта в эксплуатацию в объёме пускового комплекса — три года с начала строительства. Через три года с момента ввода объектов в эксплуатацию объём пассажирооборота должен был достигнуть 1,5-2 млн человек в год, через 10 лет — 4-4,5 млн человек. Объём грузооборота к седьмому году эксплуатации — в пределах 100 тыс. тонн. Процентное соотношение пассажиро и грузоперевозок — 40/60.

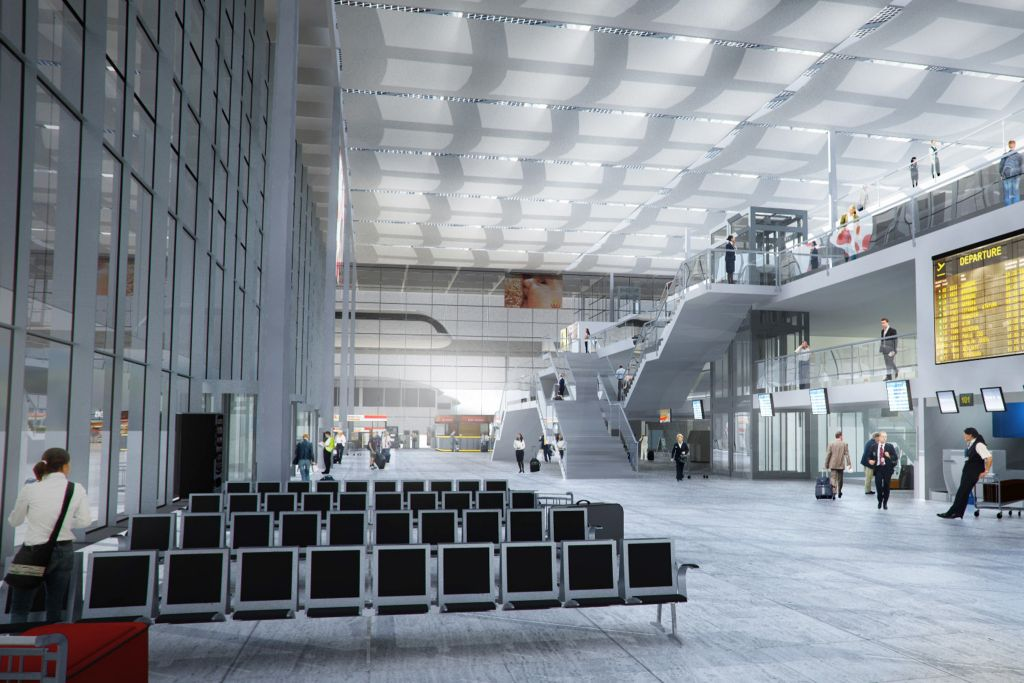
Зал ожидания

Затраты на приобретение оборудования и техники — около 1 млрд долларов, в том числе на 12 собственных самолётов.
Поскольку аэропорт планировался совместного использования, поток грузов через Украину должен был устремится в азовские и черноморские порты — Мариуполь, Бердянск, Керчь, Феодосию, Ильичевск, Одессу.
Рассматривалось предположение, что существующие харьковский и белгородский аэропорты могут получить новые возможности для развития, и, благодаря увеличению пассажиро- и грузопотоков, смогут модернизировать свои аэродромные покрытия и объекты наземной базы.
Также в соответствии с Генеральным планом развития Белгорода рассматривалась дальнейшая эксплуатация аэропорта «Белгород», расположенного в непосредственной близости от города. В том случае, если проектируемый международный аэропорт «Виктория» будет осуществлять, помимо международных, также и внутрироссийские перевозки, можно было рассмотреть вопрос о возможности ликвидации аэропорта в г. Белгороде и резервировании территории под развитие города в северном направлении. Вопрос о ликвидации должен был решаться специализированной организацией.
Совместно с международными финансовыми экспертами были проведены конструктивные обсуждения рекламного характера со следующими организациями и физическими лицами: Unique Zürich Airport (управляющая компания), TAV Airports, UBS AG, Rothschild Bank AG, Liechtenstein Global Trust (LGT) Bank, Saudi Consulting Services, Siemens, Thyssen Krupp, г-н Рихард Гауль (советник Президента BDI — Федерального союза немецкой промышленности), EBRD, EIB, World Bank, IFC и др. Все перечисленные структуры декларировали готовность участия в проекте по форме PPP, BOT, Konzession, Investment, Management+Invest и т. д., при условии участия государства, политической поддержки и прозрачности.
Проект получил положительное заключение экспертной комиссии при Комитете экспертизы и оценки инвестиционных проектов Финансово-Банковского Совета СНГ (ФБС СНГ), которое подтверждает, что уникальное месторасположение и инфраструктура данного предложения имеет высокий уровень конкурентоспособности, рентабельности и инвестиционной окупаемости. Инвестиционный горизонт при реализации всех этапов проекта (поэтапно) составит от 600 млн до 1,44 млд. евро.
Рассматривался вопрос, что в случае ухудшения отношений между Россией и Украиной качество международных отношений не должно повлиять на деятельность аэропорта, поскольку это автономный проект, не касающийся границы. Он полностью принадлежит Белгородской области и России. Если Украина захочет сотрудничать в этом проекте и получать налоги за транзит грузов, то может развивать свою часть проекта. Приграничные вопросы планировалось упрощать совместно, что, прежде всего, выгодно жителям сопредельных украинских областей.

### Перспективы развития общества
ОАО СП "Славиа" должно было добиваться реализацией проекта Мультимодального приграничного транспортно-логистического центра, включающего:
- Международный российско-украинский аэропорт «Виктория», обслуживающий грузо- и пассажиропотоки между странами АТР, Россией, Украиной и Европой;
- Торгово-выставочный комплекс аэропортовой, транспортной и авиационной техники, технологий и сервиса со всего мира — безвизовая территория для доверительного диалога и точка привлечения инвестиций для предприятий-производителей;
- Железнодорожный контейнерный терминал, обрабатывающий грузопотоки из Европы и Азии и распределяющий их по Украине и Юго-Западу России;
- Индустриальные парки.

Данный проект уникален и мог стать интегратором европейской и азиатской транспортных систем, помочь восстановить потерянные взаимосвязи, объединить в целостную систему экономики стран Востока и Запада, создать значительное количество совместных предприятий и рабочих мест (обслуживание только аэропорта могло создать до 10 тыс. рабочих мест на локальном уровне, около 13,5 тыс. на региональном и более 20 тыс. на уровне государств), позволило привлечь финансовые потоки в поддержку приграничного сотрудничества и «зеленых» инвестиций.
На базе аэропорта планировалось создание постоянно действующей выставки-продажи аэропортовой и транспортной техники, технологий и сервиса со всего мира. В данном случае, учитывался факт начала активного строительства новых и реконструкции существующих аэропортов в России и Украине, подобная выставка могла стать реальной точкой привлечения инвестиций для предприятий-производителей. Объединение выставочного комплекса с безвизовой зоной аэропорта, центром логистики и беспошлинной зоной вблизи аэровокзала давала преимущества компаниям, которые ввозили бы для круглогодичной экспозиции свое оборудование.
Месторасположение комплекса, его инфраструктура и система безопасности отвечали всем требованиям к организации и проведению встреч на высшем уровне.
Приоритетным являлось привлечение в эту зону институциональных инвесторов, что давало бы ресурс для дальнейшего развития инфраструктуры территории, такой как строительство аэропорта, дорог, средств связи, организации производств с использованием наукоемких технологий.

### Приоритетные направления и деятельность
Планировалось, что в случае реализации проекта ОАО СП "Славиа" будет вести деятельность по следующим приоритетным направлениям:
1. Деятельность терминалов (аэропортов и т. п.), управление аэропортами;
2. Управление воздушным движением;
3. Эксплуатация взлетно-посадочных полос, ангаров и т. п.;
4. Деятельность по наземному обслуживанию воздушных судов;
5. Деятельность школ повышения квалификации (учебно-тренировочных центров) для пилотов коммерческих авиалиний;
6. Деятельность воздушного пассажирского транспорта не подчиняющегося расписанию;
7. Деятельность воздушного грузового транспорта не подчиняющегося расписанию;
8. Аренда воздушного транспорта с экипажем;
9. Организация перевозок грузов;
10. Хранение и складирование грузов.

### Факторы риска, связанные с деятельностью общества
На первом этапе реализации проекта по строительству международного аэропорта «Виктория» основными факторами риска для ОАО СП «Славиа» могли являться законодательные риски, связанные с возможным изменением порядка инвестирования в РФ и титульные риски, связанные с возможностью потери права собственности на приобретенный земельный участок, на территории которого планировалось начать строительство. Учитывались риски вызванные мировым финансовым кризисом, в результате которого могла снизится устойчивость и ликвидность банковской системы, снизится возможность привлечения кредитных ресурсов, а также использования различных финансовых инструментов. Могли возрасти риски невыполнения контрагентами своих обязательств.
На следующем этапе большую роль играли риски, связанные с проведением строительно-монтажных работ, с одной стороны это ответственность перед третьими лицами за возможный вред, причиненный имуществу, жизни и здоровью при проведении подобных работ, риски, связанные с нанесением экологического вреда окружающей среде, с другой стороны это риски связанные с гибелью, частичной гибелью и повреждением объектов строительно-монтажных работ, оборудования и материалов, спецтехники в результате действия стихийных явлений (бури, ураганы, оползни, ливни, удары молний и т. п.), пожара, взрыва, противоправных действий третьих лиц, ошибок и небрежности персонала.
Деятельность ОАО СП «Славиа» как предприятия авиационной отрасли рассматривалась сферой повышенного риска, где оно должно нести ответственность за причинение вреда жизни, здоровью и имуществу третьих лиц при выполнении своих функций по приему, обслуживанию и отправке воздушных судов. Также как владелец источников повышенной опасности аэропорт должен был нести ответственность за вред, причиненный таким источником третьим лицом. Кроме того, вред мог быть причинен имуществу предприятия, а также жизни и здоровью его сотрудников.

## Транспорт
В первоочередном порядке было запланировано выкупить «коридор» до украинской границы, чтобы посетителям аэропорта можно было попасть на территорию аэровокзала по отдельному въезду с соблюдением всех пограничных и таможенных норм.